# Скалице (Храдец Кралове)
Скалице (чеш. Skalice) је насељено мјесто са административним статусом сеоске општине (чеш. obec) у округу Храдец Кралове, у Краловехрадечком крају, Чешка Република.

## Становништво
Према подацима о броју становника из 2014. године насеље је имало 574 становника.